# Hargnies, Ardennes
Hargnies är en kommun i departementet Ardennes i regionen Grand Est (tidigare regionen Champagne-Ardenne) i nordöstra Frankrike. Kommunen ligger  i kantonen Fumay som ligger i arrondissementet Charleville-Mézières. År 2022 hade Hargnies 453 invånare.

## Befolkningsutveckling
Antalet invånare i kommunen Hargnies
Referens: INSEE